# Anthomyia ochripes
Anthomyia ochripes este o specie de muște din genul Anthomyia, familia Anthomyiidae, descrisă de Thomson în anul 1869. Conform Catalogue of Life specia Anthomyia ochripes nu are subspecii cunoscute.